# Distretto di Aïn Madhi
Il distretto di Aïn Madhi è un distretto della provincia di Laghouat, in Algeria, con capoluogo Aïn Madhi.

## Comuni
Il distretto di Ain Madhi comprende 5 comuni:
- Aïn Madhi
- Tadjemout
- Tadjrouna
- El Houaita
- Kheneg